# 가야곡면
가야곡면(可也谷面)은 대한민국 충청남도 논산시에 설치된 면이다.

## 연혁
- 백 제 : 덕근군(德近郡)
- 통일신라 : 덕은군(德殷郡)
- 고 려 : 덕은군(德恩郡)
- 조 선 : 덕은현(德恩縣), 은진현(恩津縣), 은진군(恩津郡)
- 1914년 : 상두면, 갈마면 병합 14개리

| 조선총독부령 제111호 |                                                 |
| 구 행정구역          | 신 행정구역                                     |
| 은진군 가야곡면      | 가야곡면 두월리, 등리, 성덕리, 조정리, 종연리   |
| 은진군 갈마면        | 가야곡면 목곡리, 병암리, 산노리, 석서리, 함적리 |
| 은진군 상두면        | 가야곡면 강청리, 양촌리, 육곡리, 중산리         |
- 1938년 : 성덕리의 은진면 편입으로 13개리
- 1962년 : 구자곡면의 삼전리,야촌리,왕암리 편입으로 16개리
- 1973년 : 석서리를 양촌면에 편입하여 15개리
- 1983년 : 양촌리 일부와 중산리가 양촌면에 편입되어 14개리

## 행정 구역
- 강청리(江淸里)
- 두월리(斗月里)
- 등리(登里)
- 목곡리(木谷里)
- 병암리(屛巖里)
- 산노리(山老里)
- 삼전리(蔘田里)
- 야촌리(野村里)
- 양촌리(陽村里)
- 왕암리(旺巖里)
- 육곡리(六谷里): 행정복지센터 소재지
- 조정리(釣亭里)
- 종연리(鍾淵里)
- 함적리(咸積里)

## 교육
- 가야곡초등학교 (강청리)
- 왕암초등학교 (폐교) - 가야곡면 원앙로503번길 3 (왕암리)
- 함산초등학교 (폐교) - 가야곡면 덕은로 365 (산노리)
- 가야곡중학교 (강청리)